# Lepidotheca cervicornis
Lepidotheca cervicornis is een hydroïdpoliep uit de familie Stylasteridae. De poliep komt uit het geslacht Lepidotheca. Lepidotheca cervicornis werd in 1942 voor het eerst wetenschappelijk beschreven door Broch. 